# Chiến dịch quốc tế nhằm loại bỏ vũ khí hạt nhân
Chiến dịch quốc tế nhằm loại bỏ vũ khí hạt nhân tiếng Anh là International Campaign to Abolish Nuclear Weapons (viết tắt là ICAN, phát âm  /ˈaɪkæn/ EYE-kan) là một liên minh xã hội dân sự toàn cầu, làm việc để thúc đẩy việc tuân thủ và thực hiện đầy đủ Hiệp ước cấm vũ khí Hạt nhân. Chiến dịch đã giúp đưa ra hiệp ước này. ICAN được khởi động năm 2007 và có 468 tổ chức đối tác tại 101 quốc gia vào năm 2017.
Tổ chức đã được trao giải Nobel Hòa bình 2017 "vì công việc của mình để thu hút sự chú ý đến những hậu quả nhân đạo thảm khốc của bất kỳ việc sử dụng vũ khí hạt nhân nào và những nỗ lực đột phá của họ để đạt được một lệnh cấm vũ khí như vậy."

## Sứ mệnh
ICAN tìm cách thay đổi cuộc tranh luận giải trừ quân bị để tập trung vào mối đe dọa nhân đạo do vũ khí hạt nhân gây ra, thu hút sự chú ý đến năng lực phá hoại độc nhất của chúng, hậu quả thảm khốc về sức khỏe và môi trường, không phân biệt mục tiêu, và ảnh hưởng lâu dài của bức xạ đối với khu vực xung quanh.
Những người sáng lập của ICAN đã được lấy cảm hứng từ thành công của Chiến dịch Quốc tế Cấm bom mìn, vốn là then chốt trong việc đưa ra đàm phán về hiệp ước cấm các vụ mìn sát thương vào năm 1997. Họ đã tìm cách thiết lập một mô hình chiến dịch tương tự.

## Sự hình thành

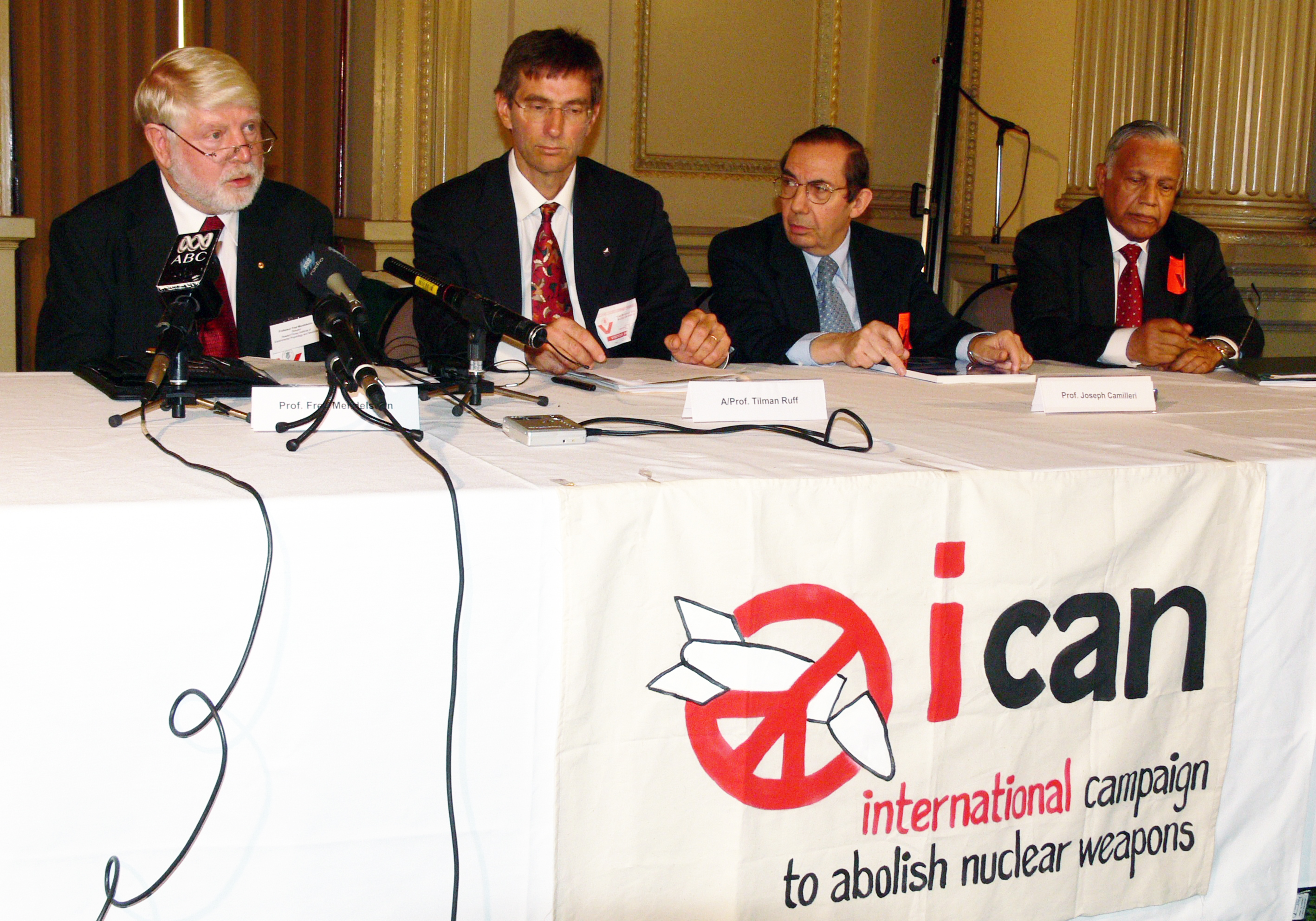
Khởi động ICAN tại Melbourne, Australia, năm 2007.

Tháng 9 /2006, Hiệp hội Y sĩ Quốc tế Phòng ngừa Chiến tranh hạt nhân,  tự nhận Giải Nobel Hòa bình vào năm 1985,  đã thông qua một đề xuất tại Đại hội Định kỳ lần 2 tại Helsinki, Phần Lan, để khởi động ICAN trên toàn cầu.  ICAN đã được đưa ra công khai tại hai sự kiện,  lần đầu tiên vào ngày 23/4/2007 tại Melbourne, Australia, nơi các quỹ đã được huy động để thành lập chiến dịch, và lần thứ hai vào ngày 30 tháng 4 năm 2007 tại Vienna tại một cuộc họp các quốc gia thành viên của Hiệp ước không phổ biến vũ khí hạt nhân.  Các chiến dịch quốc gia đã được tổ chức ở hàng chục quốc gia ở mọi khu vực trên thế giới.

## Các thành viên và hỗ trợ

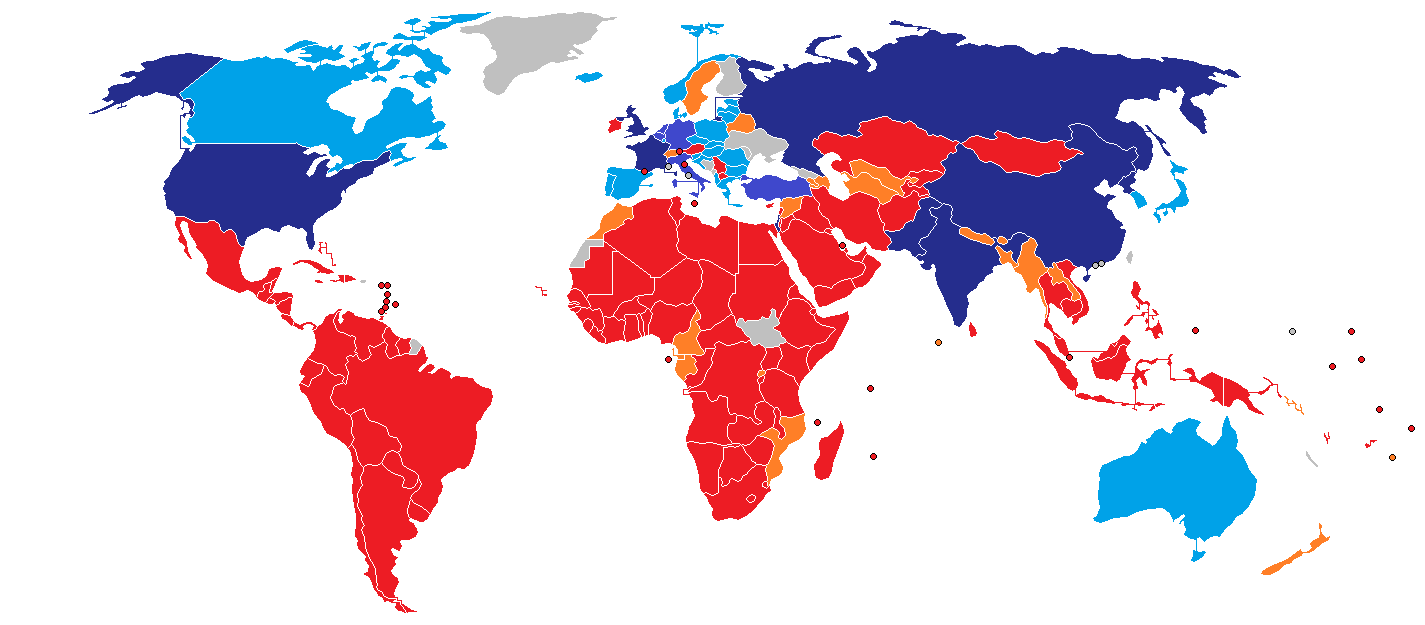
Chính thức xác nhận ICAN Humanitarian Pledge.
Bỏ phiếu ủng hộ nghị quyết cam kết.
Có chương trình hạt nhân, không xác nhận Cam kết.
Sở hữu vũ khí hạt nhân, không xác nhận cam kết.
Trong một liên minh hạt nhân, không có xác nhận Cam kết.

ICAN được tạo thành từ 468 tổ chức đối tác ở 101 quốc gia. Đội ngũ nhân viên của chiến dịch có trụ sở ở Geneva, Thụy Sĩ, từ đó nó cung cấp sự phối hợp liên tục và quản lý các chiến dịch.
Một Ban chỉ đạo Quốc tế Giám sát chiến dịch. Các thành viên hiện tại của Nhóm Chỉ đạo Quốc tế bao gồm Acronym Institute for Disarmament Diplomacy, Article 36, Hiệp hội Y sĩ Quốc tế Phòng ngừa Chiến tranh hạt nhân, Norwegian Peoples Aid, PAX, Peace Boat, the Latin America Human Security Network (SEHLAC), Các Bác sĩ Thụy Điển cho Phòng chống Chiến tranh Hạt nhân, và Liên đoàn Phụ nữ Quốc tế vì Hòa bình và Tự do.

## Cột mốc

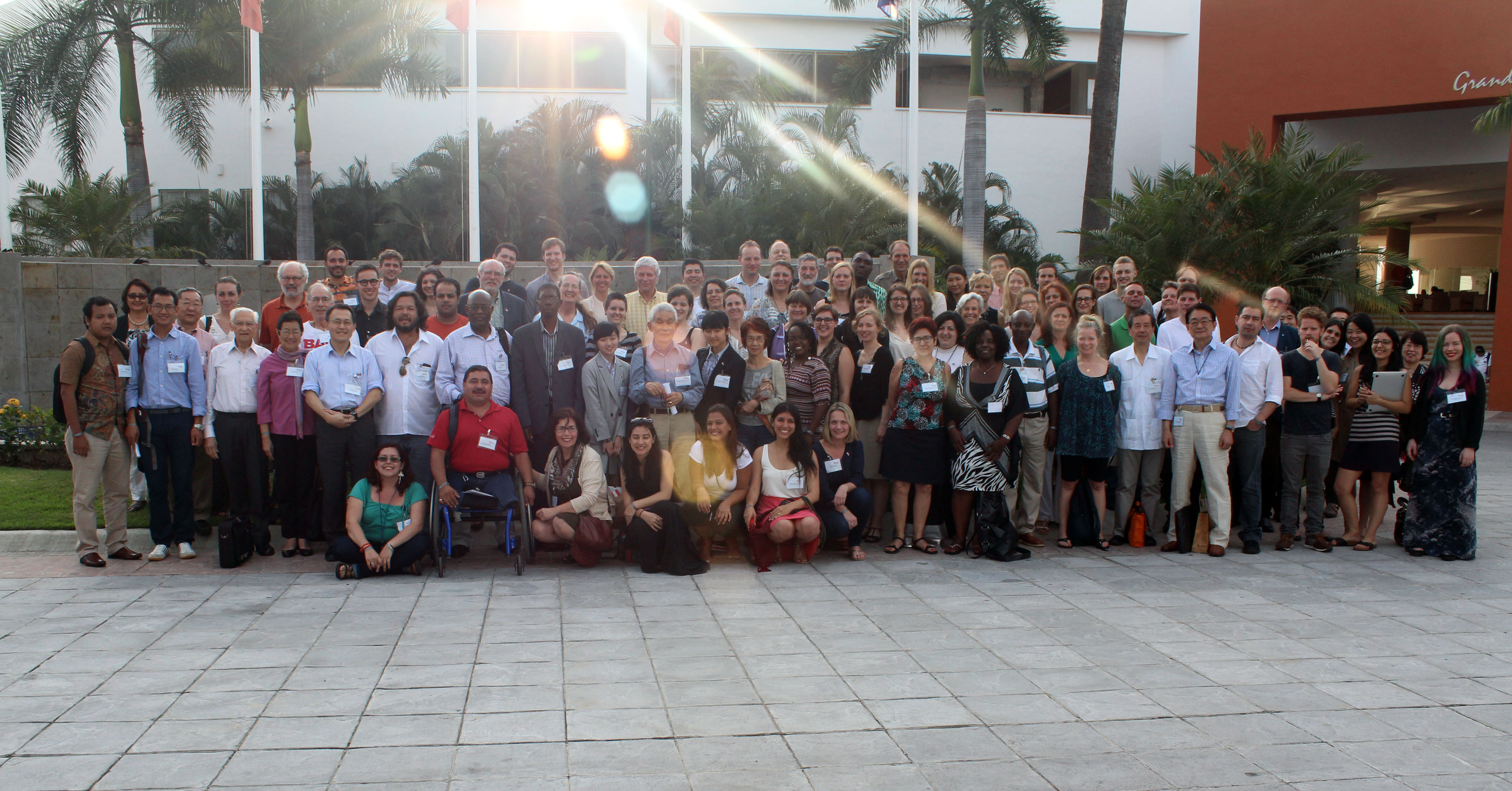
Chiến dịch của ICAN tại Mexico năm 2014.

- Ngày 6/10/2017: Giải thưởng Nobel Hòa bình 2017 đã được trao cho ICAN. Ủy ban cho biết: "vì công việc của mình để thu hút sự chú ý đến những hậu quả nhân đạo thảm khốc của bất kỳ việc sử dụng vũ khí hạt nhân nào và những nỗ lực đột phá của họ để đạt được một lệnh cấm vũ khí như vậy" là lý do để chọn ICAN cho giải thưởng này.
- Ngày 7/7/2017: Hiệp ước Cấm Vũ khí Hạt nhân (TPNW) được thông qua tại Liên Hợp Quốc với số phiếu 122-1. Hiệp ước cấm phát triển, thử nghiệm, sản xuất, mua bán, sở hữu, tàng trữ, chuyển giao, sử dụng và đe doạ sử dụng vũ khí hạt nhân hoặc các thiết bị nổ hạt nhân khác sẽ có hiệu lực sau khi đã được 50 nước phê chuẩn. ICAN gọi TPNW là "một thoả thuận quốc tế mang tính bước ngoặt vượt qua các loại vũ khí hủy diệt hàng loạt tồi tệ nhất và thiết lập một con đường để loại bỏ chúng"."
- 27/10/2016: Liên hợp quốc thông qua một bước ngoặt, các giải pháp được hỗ trợ bởi ICAN để khởi động các cuộc đàm phán năm 2017 về một hiệp ước cấm sử dụng vũ khí hạt nhân. ICAN kêu gọi tất cả các quốc gia tham gia vào các cuộc đàm phán, tuyên bố rằng "mọi quốc gia đều quan tâm đến việc đảm bảo rằng vũ khí hạt nhân không bao giờ được sử dụng lại, điều này chỉ có thể được đảm bảo thông qua việc loại bỏ hoàn toàn."[5]
- Tháng 2-tháng 8 năm 2016: ICAN chủ động tại Nhóm Công tác Mở Rộng của LHQ tại Geneva, với sự tham gia của 107 đại biểu tham dự, Đại hội đồng cho phép đàm phán về "một văn kiện ràng buộc pháp lý để cấm vũ khí hạt nhân, dẫn tới việc loại trừ hoàn toàn." ICAN gọi đó là đề xuất của OEWG "một bước đột phá trong cuộc đấu tranh toàn cầu kéo dài bảy thập kỷ để loại bỏ thế giới vũ khí hủy diệt hàng loạt tồi tệ nhất."[6]
- Ngày 2/11/2015: Đại hội đồng LHQ thiết lập Nhóm công tác mở để xem xét các bằng chứng về tác động thảm hoạ nhân đạo của vũ khí hạt nhân và đưa ra các khuyến nghị cụ thể để giải quyết việc giải trừ hạt nhân đa phương. ICAN kêu gọi OEWG "bắt đầu công việc thực tiễn nghiêm túc để phát triển các yếu tố cho một hiệp định cấm vũ khí hạt nhân".
- Tháng 11/2015: Sau khi huy động các nhà vận động sau Cam kết Nhân đạo trong một năm, ICAN có một khoản tín dụng đáng kể để đưa 127 thành viên ký tên vào Cam kết;  23 quốc gia khác bỏ phiếu ủng hộ các mục tiêu khác của cam kết tại Đại hội đồng.
- 6-7/8/2015: Các nhà tổ chức ICAN tổ chức các sự kiện trên toàn thế giới để kỷ niệm 70 năm ngày xảy ra vụ đánh bom nguyên tử của các thành phố Hiroshima và Nagasaki của Nhật Bản.
- Tháng 12/2014: Hơn 600 chiến dịch viên ICAN tụ tập tại Vienna vào đêm trước của Hội nghị Vienna về Tác động Nhân đạo của Vũ khí Hạt nhân. ICAN nói với các đại biểu tham dự hội nghị "một văn bản pháp lý mới cấm vũ khí hạt nhân sẽ là một quá trình thực hiện lâu dài của Hiệp ước Không phổ biến vũ khí hạt nhân." Trong bản kết luận, Áo đưa ra các cam kết về Nhân đạo trong lịch sử để làm việc với tất cả các bên liên quan "để lấp khoảng trống pháp lý cho việc cấm và loại bỏ vũ khí hạt nhân."[7]
- 26/10/2014: 155 quốc gia, tăng 30 so với năm trước, đệ trình kháng cáo nhân đạo chung cho giải trừ vũ khí hạt nhân tại Đại hội đồng Liên Hợp Quốc
- 1/7/2014: Beatrice Fihn được bổ nhiệm làm Giám đốc điều hành ICAN.
- Tháng 2/2014: Hội nghị Nayarit về Tác động Nhân đạo của Vũ khí Hạt nhân với 146 quốc gia và hơn 100 nhà vận động xã hội dân sự. ICAN nói với các đại biểu rằng "yêu cầu của một số quốc gia rằng họ tiếp tục cần những vũ khí này để ngăn chặn những kẻ thù của họ đã bị phơi bày bằng các bằng chứng được trình bày tại hội nghị này... như là một canh bạc liều lĩnh và không thể chấp nhận với tương lai của chúng tôi." Tại kết luận hội nghị, Mexico kêu gọi bắt đầu một quá trình ngoại giao để đàm phán một công cụ ràng buộc pháp luật cấm vũ khí hạt nhân.
- Ngày 30/8/2013: Nhóm làm việc LHQ nêu bật các mối quan tâm nhân đạo về hậu quả nhân đạo thảm khốc của các vụ nổ hạt nhân và nhu cầu các quốc gia phi hạt nhân phải thúc đẩy.
- Tháng 3/2013: ICAN điều phối sự tham gia của xã hội dân sự tại Hội nghị Oslo lịch sử về Tác động Nhân đạo của Vũ khí Hạt nhân, một cuộc tập hợp chưa từng có của các quốc gia để đánh giá các bằng chứng khoa học về hậu quả thảm khốc của vũ khí hạt nhân.
- Ngày 5 tháng 3 năm 2012: ICAN ra mắt sáng kiến thoái vốn toàn cầu "Do not Bank on the Bomb"..[8]
- 26/11/2011: ICAN hoan nghênh quyết định lịch sử được thông qua bởi Phong trào Chữ thập đỏ và Trăng lưỡi liềm đỏ nhằm ủng hộ một thỏa thuận quốc tế để cấm vũ khí hạt nhân.[9]
- Ngày 27/6/2011: Các quốc gia P5 (Hoa Kỳ, Nga, Anh, Pháp và Trung Quốc) họp tại Paris để thảo luận về cách cải thiện tính minh bạch trong mối quan hệ với vũ khí hạt nhân của họ. ICAN phát hành một video thách thức họ làm nhiều hơn nữa.
- 28 tháng 5 năm 2010: Các nhà vận động của ICAN tại hội nghị NPT Review Conference ở New York kêu gọi các chính phủ ủng hộ một hiệp định vũ khí hạt nhân. Trong khi các tài liệu tham khảo về một quy ước được đưa vào tài liệu cuối cùng, ICAN đã xem xét một sự thay đổi chiến lược hướng tới một hiệp ước mới cấm vũ khí hạt nhân để trao quyền cho các quốc gia không có vũ khí hạt nhân để đảm nhận vai trò lãnh đạo hiệu quả hơn.
- 30/4/2007: ICAN được đưa ra quốc tế trong một cuộc họp của các quốc gia thành viên của Hiệp ước không phổ biến vũ khí hạt nhân tại Vienna Áo.
- 7/9/2006: Hiệp hội Y sĩ Quốc tế Phòng ngừa Chiến tranh hạt nhân, người đoạt giải Nobel năm 1985, thông qua ICAN là ưu tiên chiến dịch hàng đầu tại Đại hội thế giới tại Helsinki, Phần Lan. Chi nhánh của IPPNW ở Úc, MAPW, cam kết gây quỹ và điều phối hoạt động cho chiến dịch quảng cáo trong năm 2007.

## Người ủng hộ

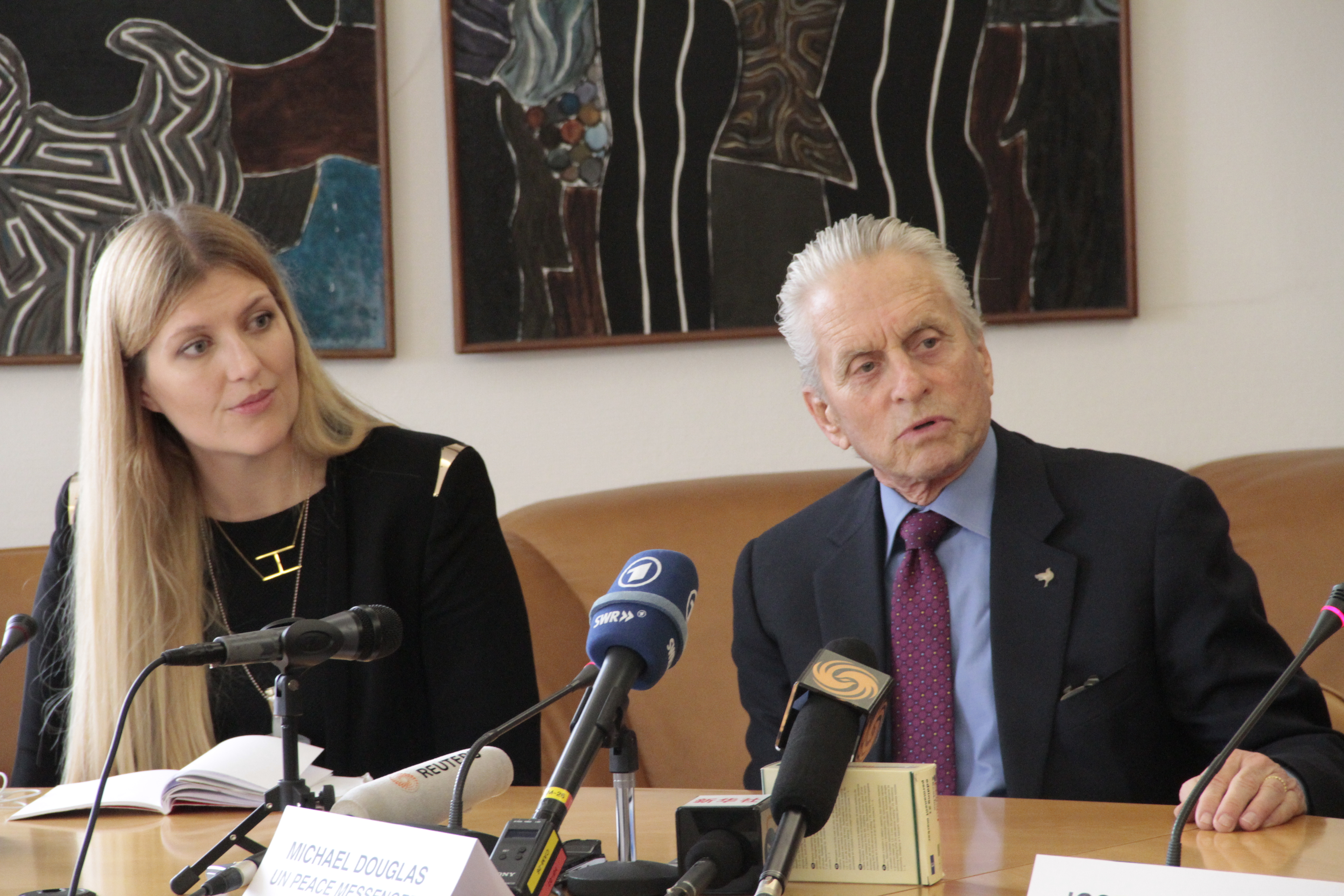
Michael Douglas với giám đốc điều hành ICAN Beatrice Fihn.

Một số cá nhân nổi bật đã ủng hộ chiến dịch của họ, bao gồm các nhà đoạt giải Nobel Hòa bình Desmond Tutu, Dalai Lama và Jody Williams, nhạc sĩ Herbie Hancock, nhà báo kiêm cựu cầu thủ cricket Ian Chappell, các Diễn viên Martin Sheen và Michael Douglas, và nghệ sĩ Yoko Ono.
Tháng 11/2012, Tổng thư ký Liên Hợp Quốc, Ban Ki-moon, ca ngợi ICAN và các đối tác "vì đã làm việc với cam kết và sự sáng tạo trong việc theo đuổi mục tiêu chung của chúng ta về một thế giới không có vũ khí hạt nhân". Trước đó, ông đã cung cấp một tin nhắn video cho ICAN để hỗ trợ ngày hành động toàn cầu của họ.

## Giải Nobel Hòa bình 2017
Tổ chức ICAN đã được trao giải Nobel Hòa bình 2017, ngày 6/10/2017. Tuyên bố Báo chí Giải Nobel Hòa bình nói: "vì công việc của mình để thu hút sự chú ý đến những hậu quả nhân đạo thảm khốc của bất kỳ việc sử dụng vũ khí hạt nhân nào và những nỗ lực đột phá của họ để đạt được một lệnh cấm vũ khí như vậy. [...] I Đó là niềm tin chắc chắn của Ủy ban Nobel Na Uy  rằng ICAN, hơn bất cứ ai, đã có trong năm qua với nỗ lực để đạt được một thế giới không có vũ khí hạt nhân một hướng mới và sức sống mới".